# Mollisonia sinica
Mollisonia sinica ist eine ausgestorbene Art aus der Gattung Mollisonia innerhalb der Spinnentiere (Arthropoda). Das Artepitheton sinica ist der lateinische Name von China.

## Merkmale
Mollisonia sinica war länglich, fast rechteckig in dorsaler und fast dreieckig in transversaler Ansicht. Das dorsale Exoskelett, bestehend aus einem halbrunden Kopfschild, sieben Thoraxsegmenten (Tergiten) und einem halbrunden Schwanzschild, welcher ein bisschen abgerundeter war als der Kopfschild, besaß einen axialen Kamm. Die Thoraxsegmente waren in Länge und Breite etwa alle gleich beschaffen (5-mal so breit als lang). Der Schwanzschild besaß auf der Oberfläche zwei Paar Quererweiterungen.
Extremitäten sind nicht erhalten geblieben.

## Fundorte
Vier Exemplare der Art wurden in der Kaili-Formation in China gefunden.

## Systematik
Mollisonia sinica ist eine von bisher drei bekannten Arten der Gattung Mollisonia und der erste Vertreter der Gattung aus China.